# راضیه میهنیه
راضیه میهنیه (۱۰۸۹–۱۱۵۴م) (نسب: ام‌الرضی راضیه بنت سعدالله بن اسعد بن سعید بن فضل‌الله) بانوی محدث و صوفی خراسانی ایرانی از نسل ابوسعید ابوالخیر بود. همراه پدرش سعدالله به عراق رفت و حدیث فراگرفت. در اسفراین از محمد بن حسین مهرگانی، در ساوه از ابوعبدالله محمد کامخی آموخت. سمعانی از او در میهنه حدیث فراگرفت. راضیه در روستایی به نام «بلریز» در ولایت استوا (خبوشان)، از توابع ربع نیشابور زاده شد. در ماه رمضان ۵۴۹ق در میهنه، ولایت مرو، هنگامی که غُزان به خراسان حمله کردند، در آشوب‌های نهب و غارت کشته شد؛ سمعانی ذکر کرده که پیش از کشته شدن در «سجود برای خدا» بود و هنگامی که رویش را بالا گرفتند، مرده بود.